# Катастрофа Boeing 737 под Тунисом
Катастрофа Boeing 737 под Тунисом — авиационная катастрофа, произошедшая во вторник 7 мая 2002 года. Авиалайнер Boeing 737-566 авиакомпании EgyptAir выполнял плановый рейс MS843 по маршруту Каир—Тунис, но при заходе на посадку врезался в холм в 6,6 километрах от аэропорта Туниса. Из находившихся на его борту 62 человек (56 пассажиров и 6 членов экипажа) погибли 14.

## Самолёт
Boeing 737-566 (регистрационный номер SU-GBI, заводской 25307, серийный 2135) был выпущен в 1991 году (первый полёт совершил 24 сентября). 11 октября того же года был передан авиакомпании EgyptAir, в которой получил имя Abu Simbel. Оснащён двумя турбовентиляторными двигателями CFM International CFM56-3C1. На день катастрофы совершил 16 111 циклов «взлёт-посадка» и налетал 26 805 часов.

## Экипаж и пассажиры
Состав экипажа рейса MS843 был таким:
- Командир воздушного судна (КВС) — 34-летний Ашраф Абдель-Аал (англ. Ashraf Abdel-Aal). Опытный пилот, проработал в авиакомпании EgyptAir 9 лет и 9 месяцев (с августа 1992 года). Управлял самолётами Boeing 737-200, Boeing 767 и Boeing 777. В должности командира Boeing 737-500 — с октября 2001 года (до этого управлял им в качестве второго пилота). Налетал 4509 часов, 1549 из них на Boeing 737-500 (162 из них в качестве КВС).
- Второй пилот — 28-летний Халид Одех (англ. Khalid Odeh). Малоопытный пилот, проработал в авиакомпании EgyptAir 4 года и 2 месяца (с 18 февраля 1998 года). В должности второго пилота Boeing 737-500 — с 20 февраля 2000 года. Налетал 880 часов, 639 из них на Boeing 737-500.

В салоне самолёта работали четверо бортпроводников.
| Гражданство    | Пассажиры | Экипаж | Всего |
| -------------- | --------- | ------ | ----- |
| Египет         | 27        | 6      | 33    |
| Тунис          | 16        | 0      | 16    |
| Алжир          | 3         | 0      | 3     |
| Иордания       | 2         | 0      | 2     |
| Великобритания | 2         | 0      | 2     |
| Не указано     | 6         | 0      | 6     |
| Всего          | 56        | 6      | 62    |

## Хронология событий

### Катастрофа
Рейс MS843 вылетел из Каира в 13:40 и взял курс на Тунис, на его борту находились 6 членов экипажа и 56 пассажиров.
Самолёт летел по приборным метеорологическим условиям, поскольку при подлёте к взлётной полосе №11 аэропорта Тунис-Карфаген и при начале захода на посадку (в 15:00) он попал в туман, дождь и песчаную бурю.
В 15:18 MS843 пластом врезался в вершину холма на высоте 230 метров над уровнем моря в районе Нахли и в 6,6 километрах от аэропорта Тунис-Карфаген. От удара о холм лайнер разорвало на две части, при этом хвостовая часть опрокинулась на правый борт и загорелась; из-за этого большинство сидевших в хвостовой части пассажиров получили ранения. Спасатели направились к месту катастрофы, чтобы оказать помощь раненым и забрать тела погибших; впоследствии они сообщили, что им было трудно добраться до места падения самолёта из-за пересечённой местности. Из 62 человек на борту рейса 843 погибли 14 — 3 члена экипажа (оба пилота и бортпроводник) и 11 пассажиров; из 48 выживших ранения различной степени тяжести получили 28.

### Показания выжившего пассажира
Один из выживших пассажиров заявил, что самолёт вылетел из Египта нормально, но когда мы вошли в воздушное пространство Туниса, мы обнаружили необычную климатическую ситуацию, которой я ранее не видел. Мы около получаса летели в густом тумане, через который не было видно поверхности земли. При этом он добавил, что, пока пилот готовился к посадке в аэропорту Туниса, самолёт внезапно врезался в гору, и возможно, что-то пошло не так с пилотом или с самолётом..

## Расследование
После катастрофы американский Национальный совет по безопасности на транспорте (NTSB) направил группу следователей для оказания властям Туниса помощи в расследовании причин катастрофы рейса MS843. В состав группы входили представители компаний «Boeing» и «General Electric Engines».
Непосредственно расследование проводило Министерство коммуникационных технологий и транспорта Туниса (англ. Tunisian Republic, Ministry of Communication Technologies and Transport).
По словам руководства аэропорта Тунис-Карфаген, пилоты решили осуществлять посадку, несмотря на плохие погодные условия, и выдвинули две версии катастрофы:
- Первая версия — во время захода на посадку у самолёта не выпустились шасси. Экипаж сообщал УВД, что им приходится делать круги над аэропортом, пытаясь выпустить шасси и одновременно слить авиатопливо, что является стандартной мерой предосторожности для аварийной посадки. Министр транспорта Туниса полагал, что, поскольку этот тип самолётов не может быстро сбросить авиатопливо, пилотам приходилось тратить больше времени на облёт аэропорта в гористой местности. Из-за плохой погоды и плохой видимости, пилоты, вероятно, не увидели холм, пока не стало слишком поздно.
- Вторая версия — у самолёта не было технических неисправностей, но плохая погода и отсутствие видимости заставили пилотов снизиться ниже минимальной безопасной высоты. Расшифровка бортовых самописцев не выявила каких-либо признаков отказа выпуска шасси или каких-либо необычных действий со стороны экипажа или других обстоятельств, кроме плохих погодных условий. Глава отдела безопасности авиакомпании EgyptAir Шейкер Килада (англ. Shaker Qilada) заявил, что с самолётом не было никаких неисправностей и что это была обычная процедура посадки[6].

### Окончательный отчёт расследования
Окончательный отчёт расследования был опубликован в мае 2004 года.
Согласно отчёту, пилоты никак не контролировали заход на посадку в аэропорту Тунис-Карфаген. Об этом свидетельствовало несоблюдение подхода, связанного с решением преждевременно приступить к посадке.
Причиной катастрофы стали следующие факторы:
- Неблагоприятные погодные условия в момент катастрофы, в том числе ухудшение видимости.
- Недостатки в подготовке обоих пилотов, особенно во время обычных заходов на посадку.
- Относительная малоопытность обоих пилотов на Boeing 737-500.

Сопутствующими факторами стали:
- Пилоты не проводили устного инструктажа по заходу на посадку до или во время снижения и не зачитывали контрольную карту.
- Во время снижения никто из пилотов не сообщал о высоте и по сути они снижали лайнер «вслепую» сквозь облака.
- Разбившийся самолёт не был оснащён системой GPWS[2].

## Последствия катастрофы
В соответствии с международным соглашением страховая компания «Misr» выплатила авиакомпании EgyptAir компенсацию за разбившийся самолёт, а также компенсации раненым и семьям погибших пассажиров и членов экипажа. Сумма компенсации за разбившийся лайнер составила $ 22 000 000 или 110 000 000 египетских фунтов.